# دين كوندي
دين كوندي  (بالإنجليزية: Dean Cundey)‏ ، من مواليد 12 مارس 1946 ، وهو مصور سينمائي أمريكي ، قام بعدة أعمال ومنها فيلم لوني تونز: باك إن أكشن عام 2003م.